# Photo Album
Photo Album е компилация от видеа на DVD, издадена през 2005 г. и съдържаща всичките осем музикални клипове на Никълбек, публикувани до тази дата.

## Видеоклипове
1. Leader Of Men 3:30
2. How You Remind Me 3:43
3. Too Bad 3:52
4. Never Again 4:20
5. Someday 3:27
6. Feelin' Way Too Damn Good 4:16
7. Figured You Out 3:48
8. Photograph 4:19